# Faléries
Faléries (aujourd'hui Civita Castellana, dans la province de Viterbe) est une ville de l'Italie antique se situant à l'ouest du pays et au nord-ouest de Rome. Elle fut la capitale des Falisques, alliés des Étrusques.

## Localisation

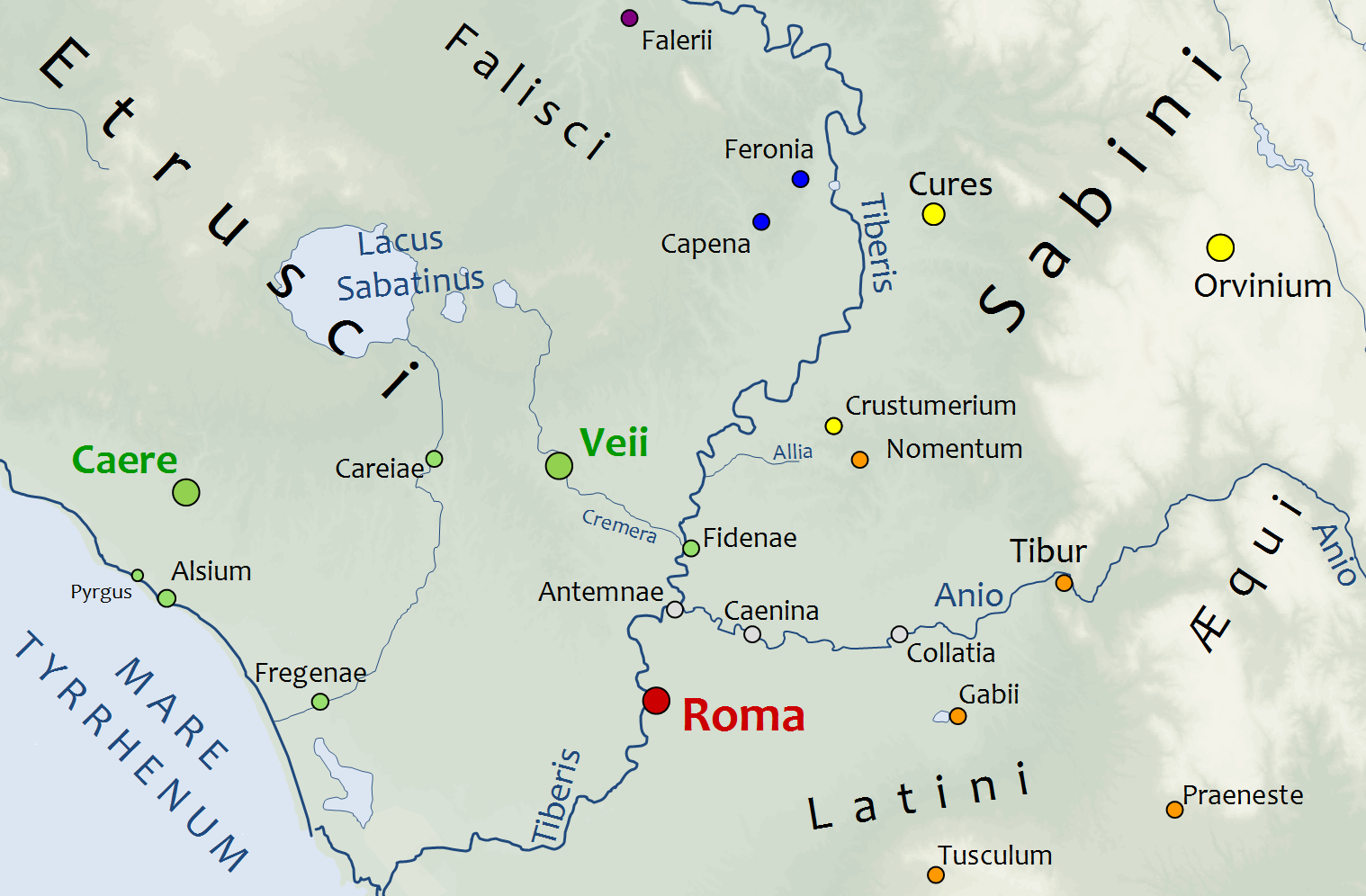
Le Latium vetus avec les cités de Caenina, d'Antemnae, de Crustumerium, de Médullia, de Fidènes et de Véies, premières rivales de la Rome de Romulus.

Faléries se trouve en Étrurie, dans la région falisque, entre le lac de Bracciano et les monts Sabatini, et le lac de Vico et les monts Cimini.

## Histoire
Faléries fut occupée dès l'âge du fer par les Falisques. Elle se situe au nord de Véies, ville étrusque à laquelle elle fut alliée dans la guerre contre Rome.
En 394 av. J.-C., Camille obtint la reddition de Faléries, sans combat, après des négociations (voir lien Falisques, chapitre « Guerre romano-falisque, 395-394 »). 
En 241 av. J.-C. Falerii Veteres, lors de la première guerre punique, se révolta contre Rome, qui la détruisit entièrement et lui substitua une ville nouvelle : « Falerii Novi ».

### Falerii Veteres
Falerii Veteres, capitale des Falisques, était, selon certains, l'une des douze principales villes d'Étrurie. Il est vrai que les Falisques avaient rejoint la Ligue étrusque, sans être de ce peuple.
Selon la légende, elle fut fondée par des colons d'Argos. L'affirmation de Strabon selon laquelle la population, les Falisques, était d'une race différente de celle des Étrusques, est confirmée par le langage des inscriptions trouvées. Selon l'historien Denys d'Halicarnasse, elle fut fondée par les Sicules. Quels que soient les fondateurs de Falerii Veteres, la ville s'est retrouvée en zone d'influence étrusque, dominée par eux.
Les guerres entre Rome et Falisques furent fréquentes, jusqu'en -241 (soit 23 ans après la chute de la dernière cité étrusque, en -264), ou après s'être révoltée, Falerii fut détruite, reconstruite dans la plaine (donc plus difficile à défendre) et baptisée Falerii Novi .

## Site archéologique deFalerii Novi
Falerii Novi est une ville romaine d'origine étrusque, située sur l'actuelle municipalité de Fabrica di Roma, environ à mi-chemin entre Fabrica di Roma et Civita Castellana, sur une route qui pourrait être la via Annia (cf. H Nissen, Italische Landeskunde, ii. 361), elle-même déviation de la via Cassia : cette route va vers le sud en venant de Nepet (aujourd'hui Nepi), tandis que sa continuation vers le nord prend certainement le nom de via Amerina, la route qui menait à Amelia.
Le site archéologique de la cité étrusco-falisque dépend désormais de la Surintendance du patrimoine archéologique de l'Étrurie méridionale. 
Le circuit de la ville mesure 2108 mètres. Sa forme est à peu près triangulaire et les murs sont un exemple remarquablement fin et bien conservé de l'architecture militaire romaine. Il y avait environ 80 tours, dont une cinquantaine sont encore visibles. Deux des portes, autrefois au nombre de huit, sont remarquables.

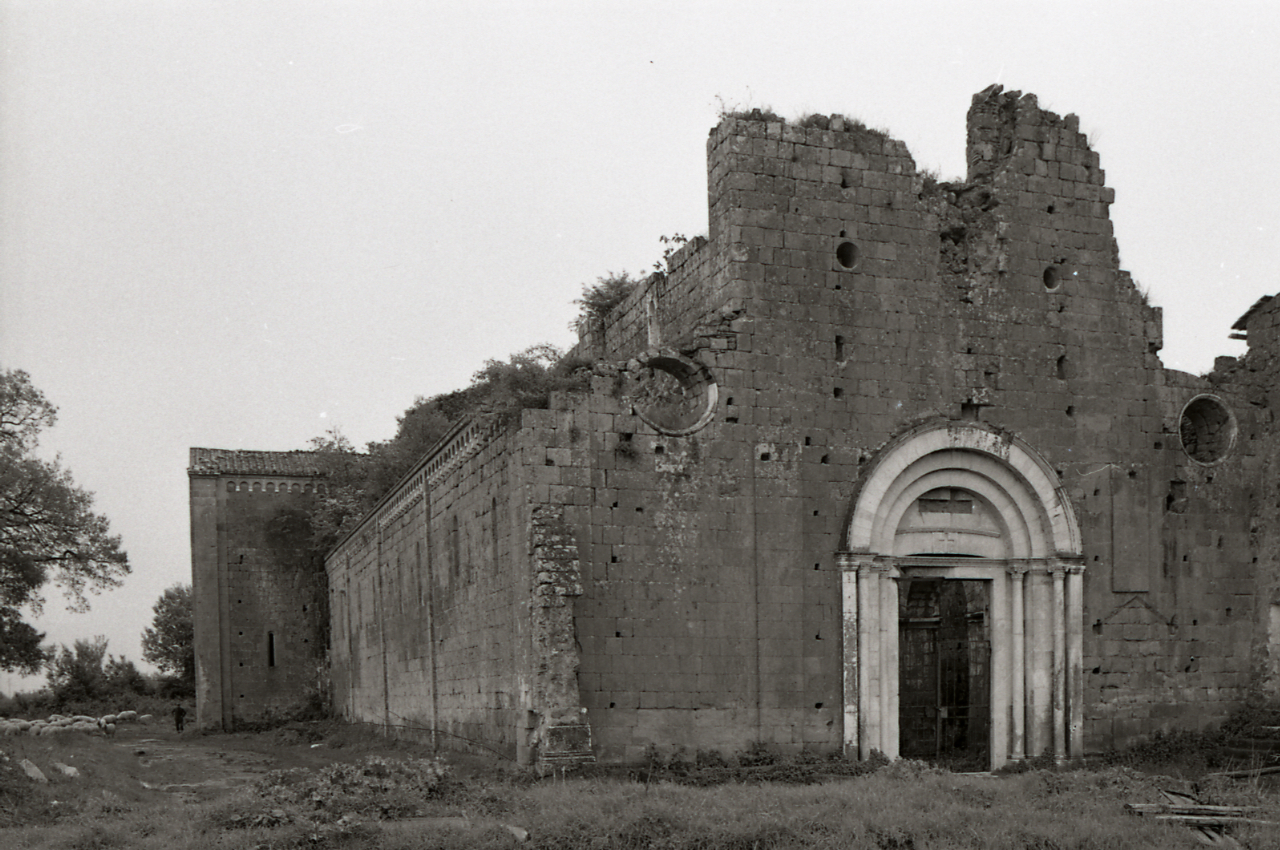
Les ruines de l'église de Santa Maria di Falleri, telles que présentées en 1972 avant la restauration, sur une photo de Paolo Monti.
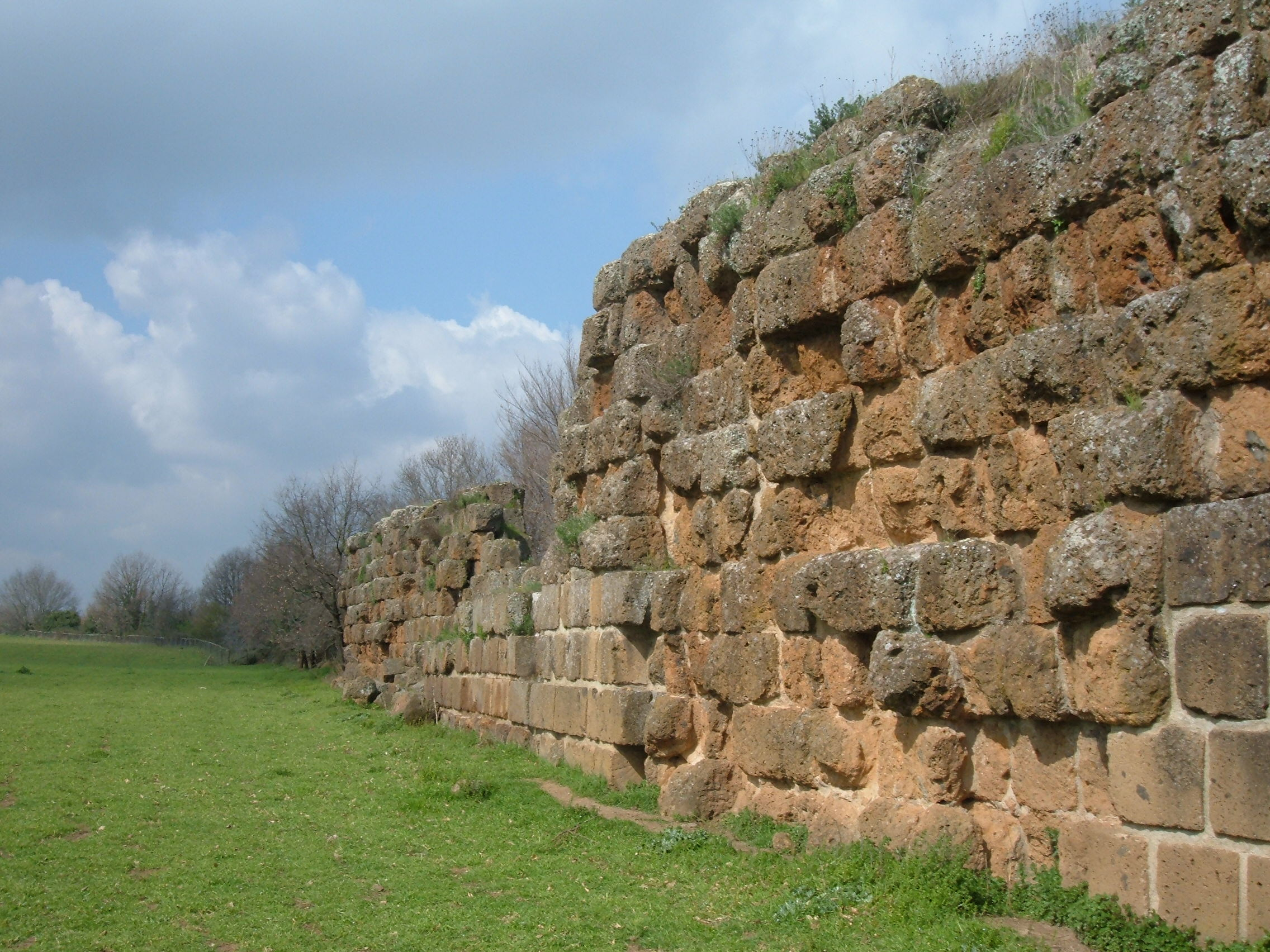
La muraille de Falerii Novi.
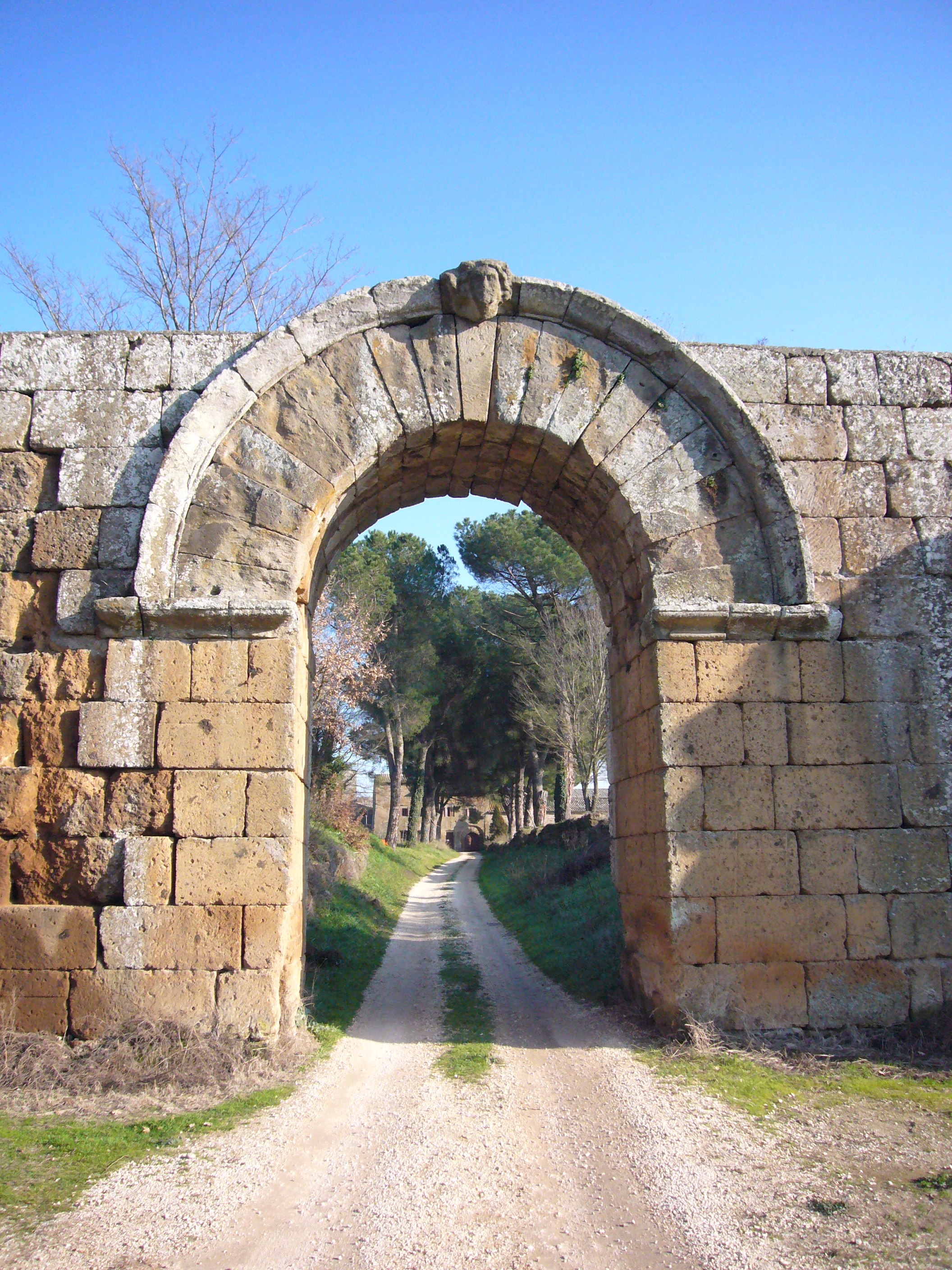
La porte de Jupiter.

Des bâtiments à l'intérieur des murs, presque rien n'est conservé au-dessus du sol, cependant le forum et le théâtre (ainsi qu'à l'extérieur des murs l'amphithéâtre et les arènes (53 × 33 m) ont été entièrement fouillés au XIXe siècle .
Le seul édifice qui subsiste aujourd'hui est l'église abbatiale cistercienne de Santa Maria di Falleri, édifiée à la fin du XIIe siècle à l'initiative de moines savoyards. Des marbres cosmates sont venus décorer le portail, probablement inspirés de monuments antiques déjà présents dans la région.
Des sondages au géoradar réalisés en 2020 par une équipe britannique ont révélé avec précision les lieux et les contours de nombreux bâtiments et monuments, ainsi que de la ville elle-même,,,.

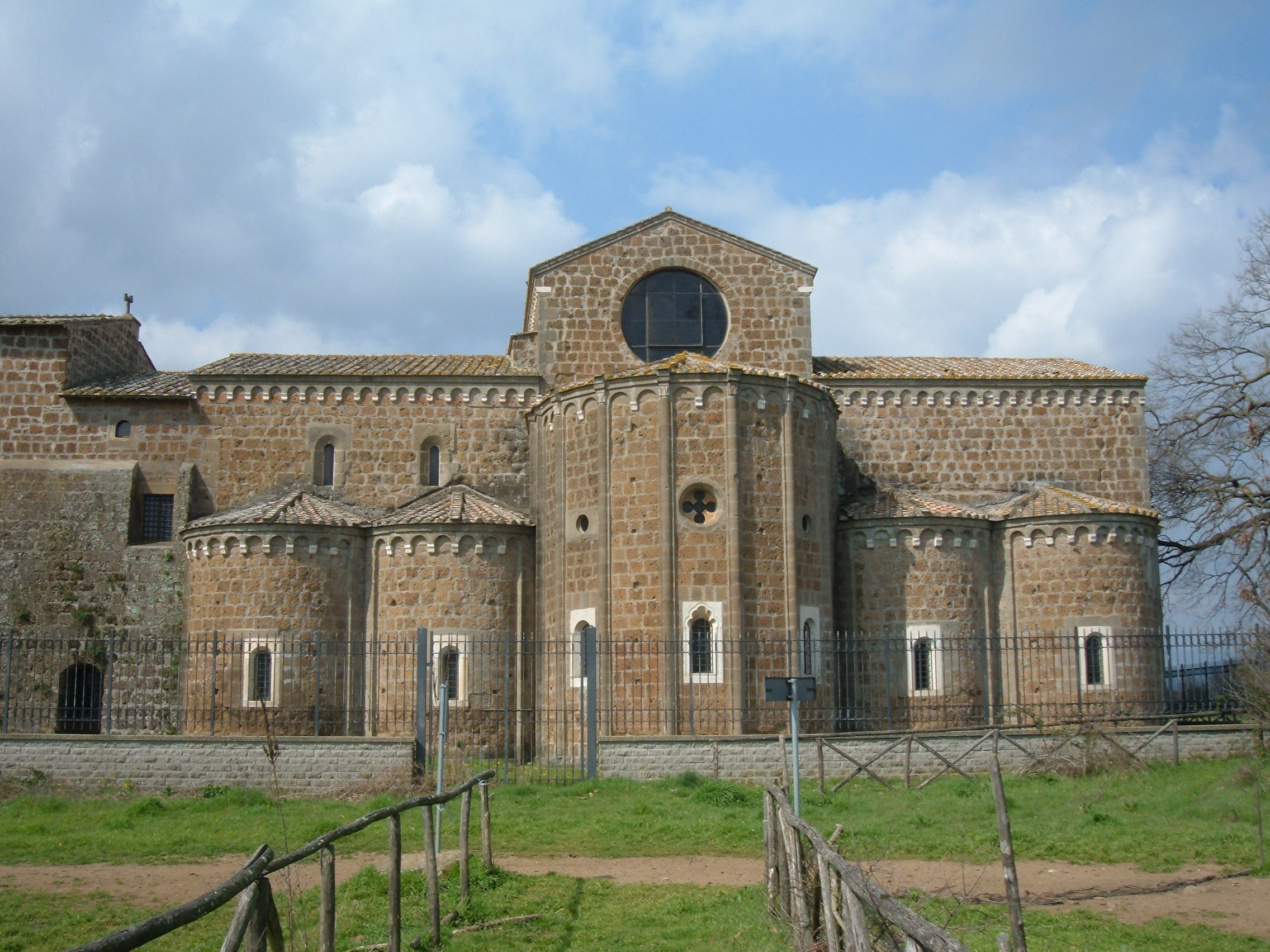
Les absides de l'église de Santa Maria di Falleri restaurée.
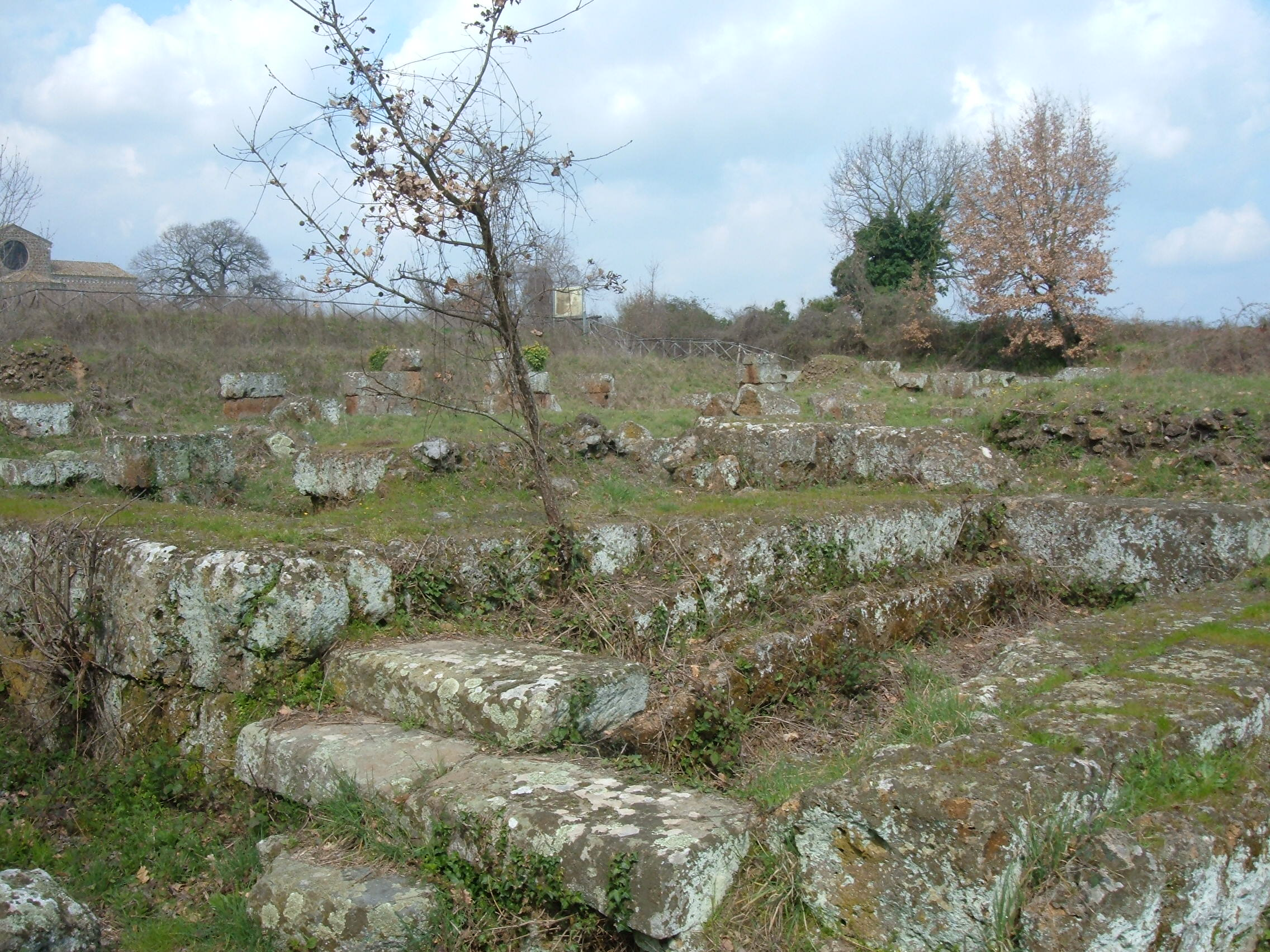
Vestiges du théâtre de Falerii Novi.
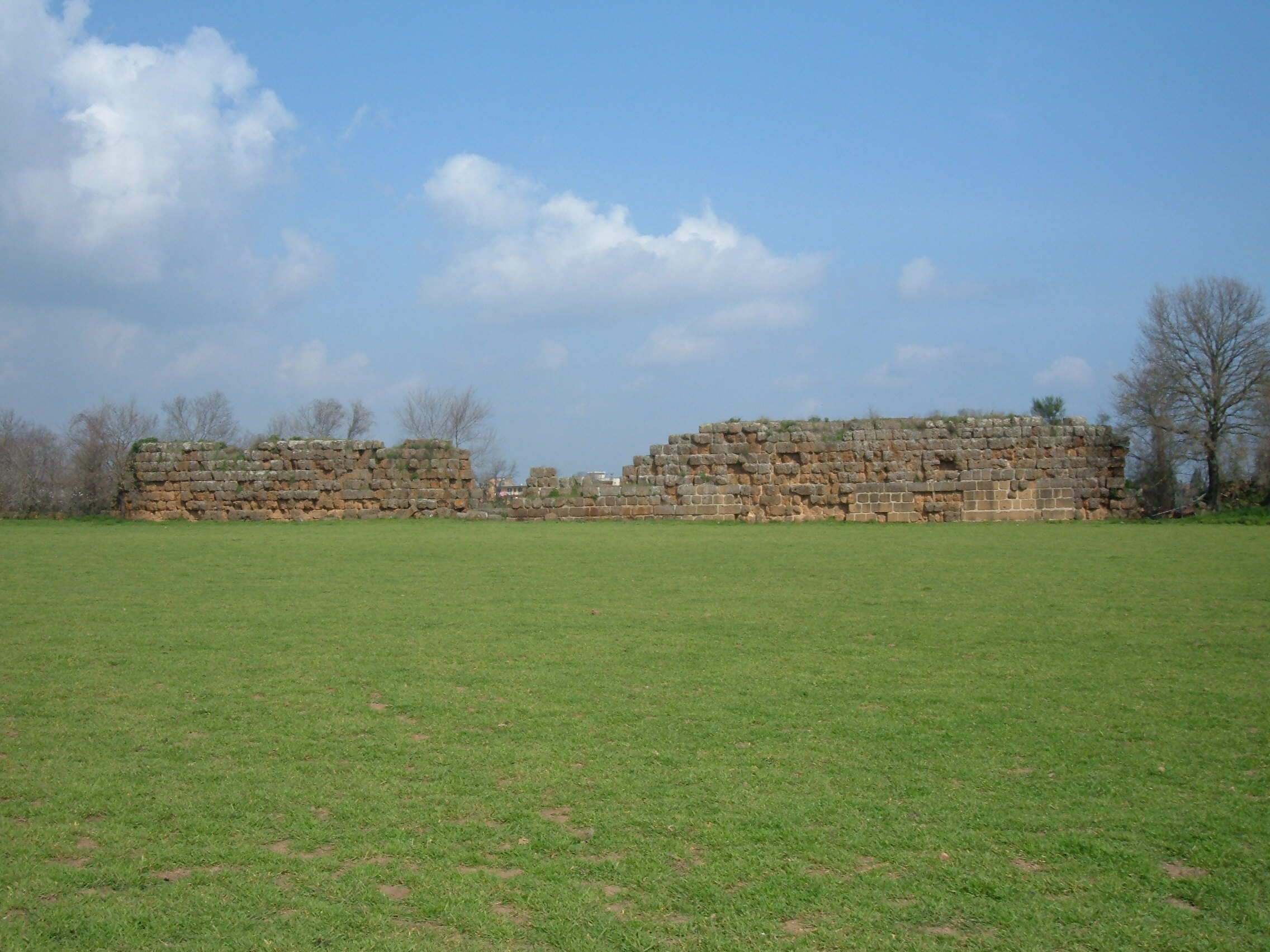
Restes des murs de Falerii Novi.

## Sources
1. 1 2 3 4  Catherine Virlouvet (dir.) et Stéphane Bourdin, Rome, naissance d'un empire : De Romulus à Pompée 753-70 av. J.-C, Paris, Éditions Belin, coll. « Mondes anciens », 2020, 796 p. (ISBN 978-2-7011-6495-3), chap. 6 (« Le duel entre Rome et Carthage et les débuts de l'impérialisme romain »), p. 252.
2. ↑  I georadar scovano Falerii Novi, la città romana sepolta nella valle del Tevere, repubblica.it
3. ↑  Il "georadar" vede l'antica città romana senza scavare: è Falerii Novi, rainews.it
4. ↑  Archeologia col radar: l'invisibile città romana, focus.it
5. ↑  Une ancienne cité romaine cartographiée dans son integralité grâce à un radar géologique, tomsguide.fr